# Pipí I el Breu
Pipí I el Breu (714-768), majordom de palau de Nèustria (741-751) i Austràsia (747-751) i rei dels francs (751-768), el primer de la dinastia carolíngia.

## Biografia
Fill de Carles Martell i Rotruda, va néixer el 714. Se li va dir el Breu no pel temps de govern sinó per la seva baixa estatura. Va succeir el seu pare com a majordom de palau dels merovingis amb domini sobre la Borgonya, la Provença i Nèustria, mentre que el seu germà Carloman va rebre Austràsia, Suàbia i Turíngia. Ambdós germans van lluitar contra un tercer germà, Gripó, que havia obtingut del pare un petit territori i que va ser fet presoner, però va fugir i es va refugiar amb els saxons. Revoltat a Baviera, va tornar a ser capturat i posteriorment alliberat. Pipí li va donar Le Mans i dotze comtats a Nèustria. El 751 Gripó va renunciar-hi i es va retirar al ducat d'Aquitània.
El 747, Carloman va elegir la vida monàstica i va donar el govern d'Austràsia al seu germà. El 752 el rei merovingi Khilderic III fou deposat i Pipí proclamat rei dels francs a Soissons amb la benedicció del papa. El 753 va aconseguir la submissió de la Septimània, on el got Ansemund li va lliurar Nimes, Besiers, Agde i Magalona (Melguelh), i a més va ser consagrat rei pel papa Esteve II junt amb la seva muller Berta i els seus dos fills, Carles (Carlemany) i Carloman I. Pipí va prometre ajuda al papa contra els llombards. El rei dels llombards, Astolf, fou assetjat a Pavia, i el 755 va haver de cedir al papa Ravenna i el seu territori (l'exarcat de Ravenna). Després va combatre amb èxit els saxons. El 759 va obtenir Narbona, on la població local se li va sotmetre després d'expulsar els àrabs. Els nous dominis s'estenien fins a l'Albera, al Rosselló. A partir del 760 va combatre a Aquitània fins que el 768, en sentir-se malalt, va anar de pelegrinatge i va morir a Saint-Denis. Va ser succeït pels seus dos fills.

## Família

### Avantpassats

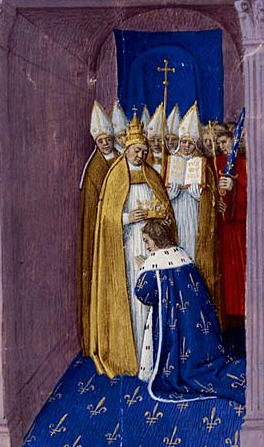
Coronació de Pipí segons Jean Fouquet (s. XV)

|  |                        |  |  |  |  |  |  |  |  |  |  |  |  |  |  |  |
|  | 16. Arnulf de Metz     |  |  |  |  |  |  |  |  |  |  |  |  |  |  |  |
|  |                        |  |  |  |  |  |  |  |  |  |  |  |  |  |  |  |
|  |                        |  |  |  |  |  |  |  |  |  |  |  |  |  |  |  |
|  | 8. Ansegisel           |  |  |  |  |  |  |  |  |  |  |  |  |  |  |  |
|  |                        |  |  |  |  |  |  |  |  |  |  |  |  |  |  |  |
|  |                        |  |  |  |  |  |  |  |  |  |  |  |  |  |  |  |
|  | 4. Pipí d'Herstal      |  |  |  |  |  |  |  |  |  |  |  |  |  |  |  |
|  |                        |  |  |  |  |  |  |  |  |  |  |  |  |  |  |  |
|  |                        |  |  |  |  |  |  |  |  |  |  |  |  |  |  |  |
|  | 18. Pipí de Landen     |  |  |  |  |  |  |  |  |  |  |  |  |  |  |  |
|  |                        |  |  |  |  |  |  |  |  |  |  |  |  |  |  |  |
|  |                        |  |  |  |  |  |  |  |  |  |  |  |  |  |  |  |
|  | 9. Begga               |  |  |  |  |  |  |  |  |  |  |  |  |  |  |  |
|  |                        |  |  |  |  |  |  |  |  |  |  |  |  |  |  |  |
|  |                        |  |  |  |  |  |  |  |  |  |  |  |  |  |  |  |
|  | 19. Itta               |  |  |  |  |  |  |  |  |  |  |  |  |  |  |  |
|  |                        |  |  |  |  |  |  |  |  |  |  |  |  |  |  |  |
|  |                        |  |  |  |  |  |  |  |  |  |  |  |  |  |  |  |
|  | 2. Carles Martell      |  |  |  |  |  |  |  |  |  |  |  |  |  |  |  |
|  |                        |  |  |  |  |  |  |  |  |  |  |  |  |  |  |  |
|  |                        |  |  |  |  |  |  |  |  |  |  |  |  |  |  |  |
|  | 5. Alpaida             |  |  |  |  |  |  |  |  |  |  |  |  |  |  |  |
|  |                        |  |  |  |  |  |  |  |  |  |  |  |  |  |  |  |
|  |                        |  |  |  |  |  |  |  |  |  |  |  |  |  |  |  |
|  | 1. Pipí el Breu        |  |  |  |  |  |  |  |  |  |  |  |  |  |  |  |
|  |                        |  |  |  |  |  |  |  |  |  |  |  |  |  |  |  |
|  |                        |  |  |  |  |  |  |  |  |  |  |  |  |  |  |  |
|  | 3. Rotruda de Trèveris |  |  |  |  |  |  |  |  |  |  |  |  |  |  |  |
|  |                        |  |  |  |  |  |  |  |  |  |  |  |  |  |  |  |
|  |                        |  |  |  |  |  |  |  |  |  |  |  |  |  |  |  |

### Núpcies i descendents
Pipí es va casar l'any 740 amb la seva cosina segona Bertrada de Laon, filla de Caribert de Laon i neta de Martí de Laon, germà de Pipí d'Herstal. Els fills de la parella que sobrevisqueren la infància foren:
- Carles (742-814), futur emperador Carles el gran, Carlemany.
- Carloman (751-771)
- Gisela de Chelles (757-810)